# Hong Kong nos Jogos Paralímpicos de Verão de 1992
Hong Kong participou dos Jogos Paralímpicos de Verão de 1992, que foram realizados na cidade de Barcelona, na Espanha, entre os dias 3 e 14 de setembro de 1992.